# Königstein (Namíbia)
Königstein és la muntanya més alta de Namíbia. La seva altitud és de 2573 m sobre el nivell del mar. Aquesta muntanya forma part del massís de Brandberg. Aquesta formació és d'origen volcànic. La ciutat més propera es troba a 25 km de distància.